# Blepharita hemileuca
Blepharita hemileuca är en fjärilsart som beskrevs av Hans Rebel 1939. Blepharita hemileuca ingår i släktet Blepharita och familjen nattflyn. Inga underarter finns listade i Catalogue of Life.